# Lebanon (New Hampshire)
Lebanon è una città degli Stati Uniti d'America facente parte della contea di Grafton, nello stato del New Hampshire. A Lebanon nacquero George Storrs (1796-1879), insegnante, studioso e riformatore religioso che contribuì alla nascita e fondazione della Chiesa Cristiana Avventista, e Phineas Quimby (1802–1866), un filosofo e guaritore statunitense considerato come il precursore del movimento del New Thought.